# Orchestre symphonique de Boston
Pour les articles homonymes, voir BSO.
 (mai 2025).
L'Orchestre symphonique de Boston (en anglais, Boston Symphony Orchestra ou BSO) est un orchestre symphonique américain, et parmi l'un des plus prestigieux. Il est particulièrement renommé pour la qualité de ses pupitres de  cordes.

## Histoire

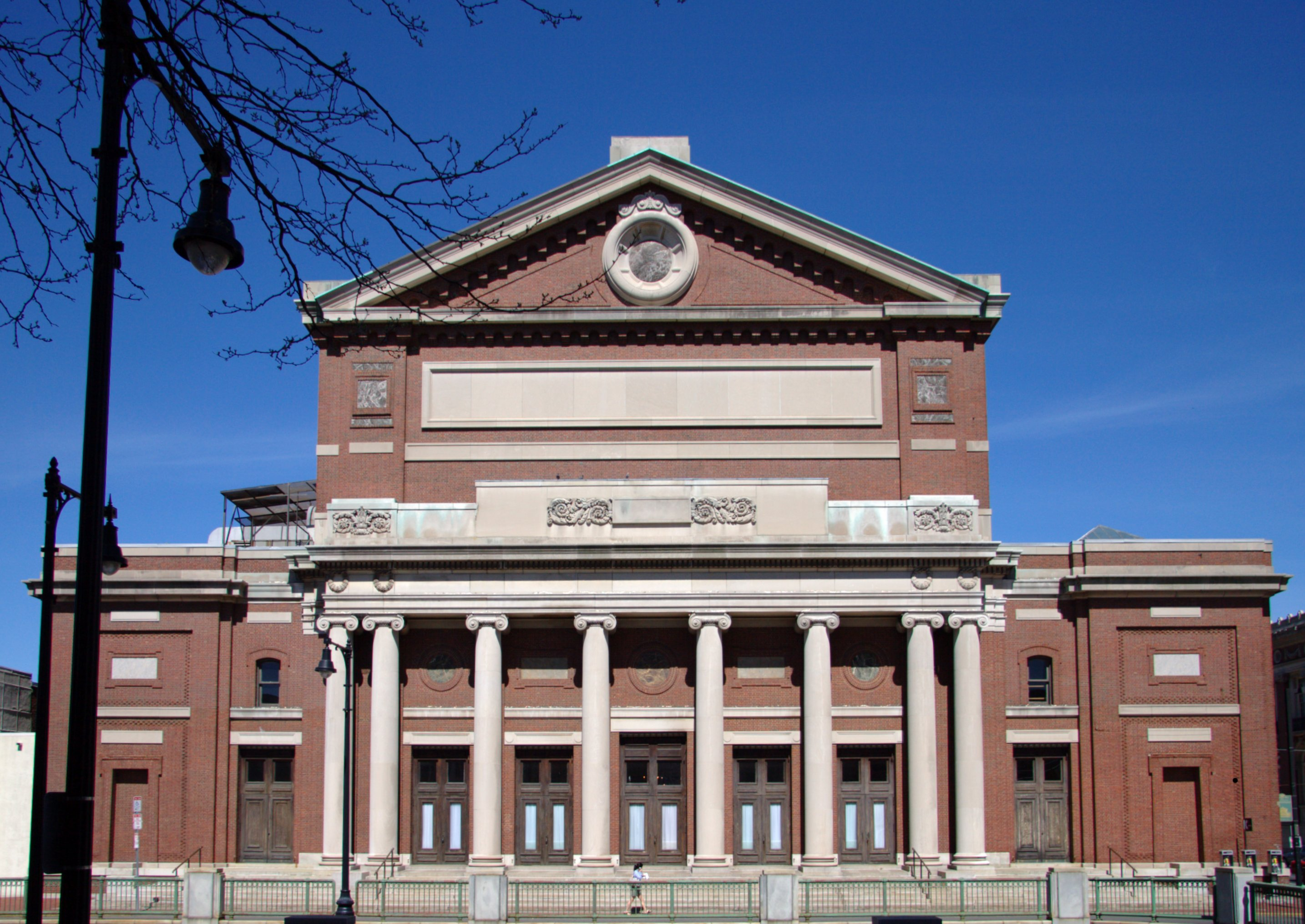
Boston Symphony Hall.

Le BSO est en résidence au Symphony Hall de Boston. L'orchestre est fondé en 1881 par un mécène, Henry Lee Higginson. Il se produisit la première fois le 22 octobre 1881 sous la direction de George Henschel. Il eut rapidement des chefs célèbres, dont Arthur Nikisch de 1889 à 1893, Allard de Ridder en 1919 et Pierre Monteux de 1919 à 1924 qui contribua à donner à l'orchestre un « son français » qui est encore aujourd'hui une de ses caractéristiques. Cependant, c'est sous la baguette de Serge Koussevitzky que l'orchestre atteignit une renommée mondiale.
Pendant l'ère Koussevitzky, le BSO donne régulièrement des concerts radiodiffusés, et est de Tanglewood sa résidence d'été ; Koussevitzky y fonde par ailleurs le Centre musical de Berkshire, Centre musical de Tanglewood. Koussevitzky commanda également de nombreuses pièces à des compositeurs réputés parmi lesquels Sergueï Prokofiev (Symphonie no 4), Igor Stravinsky (Symphonie de Psaumes), Maurice Ravel (Concerto en sol), Paul Hindemith (Konzertmusik pour orchestre à cordes et cuivres), etc. Le BSO donne aussi en première mondiale le Concerto pour orchestre de Béla Bartók, commande de la Fondation Koussevitzky.
En 1949, Charles Munch succéda à Koussevitsky. Ce fut sous sa direction que l'orchestre commença à faire de nombreux voyages à l'étranger et à faire connaître l'œuvre de Berlioz par de nombreux enregistrements. Munch fut remplacé en 1962 par Erich Leinsdorf, puis par William Steinberg en 1969.
En 1973, Seiji Ozawa st nommé nouveau directeur musical, et la sensibilité de son style en fait très rapidement un chef très estimé. Il reste ainsi à la tête de l'orchestre jusqu'en 2002. C'est James Levine qui le remplace, le premier Américain à occuper ce poste.
Le virtuose Willy Hess est premier violon de l'orchestre de 1904 à 1910.
L'Orchestre Boston Pops est également basé au Symphony Hall. Fondé en 1885 et dirigé pendant près d'un demi-siècle  (1930-1979) par Arthur Fiedler, il joue un répertoire plus léger, plus populaire. Il est actuellement dirigé par Keith Lockhart après l'avoir été pendant 15 ans par le  compositeur John Williams.
Pour les grandes œuvres chorales, le Tanglewood Festival Chorus (en) se joint au BSO ou au Boston Pops. Fondé par John Oliver en 1970, ce chœur est constitué de deux cent cinquante choristes amateurs. Avant la création du chœur, le BSO employait fréquemment le Club choral de Harvard et la Société chorale de Radcliffe comme chœurs de prédilection.

## Direction musicale
- George Henschel (1881–1884)
- Wilhelm Gericke (1884–1889)
- Arthur Nikisch (1889–1893)
- Emil Paur (1893–1898)
- Wilhelm Gericke (1898–1906)
- Karl Muck (1906–1908)
- Max Fiedler (1908–1912)
- Karl Muck (1912–1918)
- Henri Rabaud (1918–1919)
- Pierre Monteux (1919–1924)
- Serge Koussevitzky (1924–1949)
- Charles Munch (1949–1962)
- Erich Leinsdorf (1962–1969)
- William Steinberg (1969–1972)
- Seiji Ozawa (1973–2002)
- James Levine (2004–2011)
- Andris Nelsons (2014–)